# Izluđivanje
Izluđivanje (eng. gaslighting, hrv. plinsko svjetlo) vrsta je mentalnog nasilja koje se manifestira tako što se informacije manipuliraju od strane napadača s ciljem da žrtva tog nasilja počinje sumnjati u svoje pamćenje, opažanja, percepciju stvarnosti, i počinje u sebi gajiti sumnje ili sumnja u svoje duševno zdravlje. Manifestacije mogu biti od izravnog poricanja događaja od zlostavljača, do izvođenja bizarnih isceniranih radnji s ciljem dezorijentacije i manipulacije svoje žrtve. Ove radnje izazivaju osjećaje tjeskobe, jer kroz dugoročno i sistematsko izluđivanje, napadač ili napadači ruše duševnu ravotežu žrtve, a rušenjem njihovog samopouzdanja žrtva postaje potpuno ovisna o nasilniku. Tehnike izluđivanja slične su onima koje se rabe kod pranja mozga, mučenja koje godinama rabe određene redarstvene snage i tajne službe. Izluđivanje ima izraziti utjecaj na osobe koje su narcisisti po prirodi, jer ako je napadač dovoljno uporan i metodičan u svom postupku, može dovesti do potpunog psihičkog i fizičkog sloma svoje žrtve.